# Massaker von Wiriyamu
Das Dorf Wiriyamu in der westmosambikanischen Provinz Tete wurde durch ein dort von portugiesischen Soldaten begangenes Massaker bekannt, dem im Dezember 1972 auch ein großer Teil der Bevölkerung von vier weiteren Dörfern in der Nachbarschaft zum Opfer fiel. Durch die folgende internationale Berichterstattung wurde das Interesse der Weltöffentlichkeit im Jahr vor der Nelkenrevolution auf die Verbrechen der portugiesischen Kolonialkriege gelenkt.

## Situation des Befreiungskampfes
Ab 1964 entwickelte sich, wie in den anderen portugiesischen Kolonien auch, in Mosambik eine bewaffnete Unabhängigkeitsbewegung. Ursprünglich in der Absicht, das Staudammprojekt von Cabora Bassa zu verhindern, eröffnete die FRELIMO, die sozialistisch geprägte Befreiungsbewegung, ihren Guerillakrieg gegen die Kolonialherrschaft. Sie operierte zunächst nördlich des Sambesi und verstärkte 1971 den Guerillakampf auch in den südlicher gelegenen Teilen der Provinz Tete, wo auch Wiriyamu liegt. In der Schlussphase dieses Konfliktes reagierten das Militär und die Geheimdienste zunehmend repressiver und brutaler. Dem Massaker von Wiriyamu waren in den Dörfern am Sambesi seit 1971 eine ganze Reihe von Strafaktionen und Gräueltaten der portugiesischen Streitkräfte vorausgegangen, die von engagierten Missionaren in diversen Berichten dokumentiert werden konnten, deren Kenntnis aber über lokale kirchliche Vorgesetzte und behördliche Dienststellen zunächst nicht hinaus gelangten. Von vermutlich vielen anderen hat die Welt nie erfahren; erst das vielfältig und umfassend dokumentierte Morden von Wiriyamu drang ins Medieninteresse und damit Bewusstsein der europäischen Öffentlichkeit vor.

## Massaker
Wiriyamu war ein Dorf in der Mitte von fünf betroffenen Siedlungen im Dreieck zwischen dem Luenha-Fluss, dem Sambesi, in den der Luenha mündet, und der Nationalstraße 7 von Beira und Changara nach Tete, etwa 16 km südsüdöstlich dieser Provinzhauptstadt. Die etwas mehr als 200 Familien lebten von der Viehwirtschaft.
In diesem Dreieck operierte zwar die FRELIMO, und auch eine Versorgungsroute führte in der Nähe von Wiriyamu vorbei, doch beherbergten die fünf Dörfer Wiriyamu, Riache, Djemusse, Chaworha und Juwau nach späteren Zeugenaussagen keine militärischen Unterstützer der Aufständischen, auch wenn einzelne Kämpfer von dort rekrutiert worden waren. Zusammenstöße zwischen der Armee und der FRELIMO hielten sich in Grenzen.
Am Morgen des 16. Dezember 1972 wurde im regionalen Hauptquartier der portugiesischen Kolonialstreitkräfte in Tete, dem stellvertretenden Kommandeur der 6.ª Companhia de Comandos de Moçambique, Antonio Melo, eine radikale „Säuberungsaktion“ befohlen.
Der von den Militärs Operação Marosca („Operation Trickserei“) genannte Einsatz war von der Geheimpolizei DGS, einer Nachfolgeorganisation der berüchtigten PIDE, namentlich dem Agenten Chico Cachavi, der damit auch private Interessen verfolgte, angestiftet worden. Die Operation wurde auch von Kräften der DGS unter Führung Cachavis aktiv begleitet.
Noch am gleichen Tag bombardierten Flugzeuge die Peripherie der Dörfer zur Einschüchterung der Bewohner. Dann wurden bei den Siedlungen Soldaten und DGS-Leute mit Helikoptern abgesetzt. Sie trieben die Bewohner einschließlich der Frauen und Kinder zusammen oder drängten sie in die größeren Hütten, warfen Handgranaten hinein und erschossen die Flüchtenden. Aus Djemusse wurden Gefangene mit Hubschraubern in die DGS-Zentrale nach Tete geflogen und dort von Cachavi gefoltert, um etwas über Verbindungen zur FRELIMO zu erfahren. Die Aktionen waren, wenn man von vereinzelten „Gnadenakten“ absieht, von exzessiven Grausamkeiten begleitet.
Die beteiligten Mannschaften waren wie üblich gemischt aus schwarzen und weißen Soldaten, die Offiziere waren ausschließlich weiß.
Die Zahl der Toten wird mit bis zu etwa 500 Personen angegeben. Allein 385 Opfer sind namentlich ermittelt worden, das entspricht 28 Prozent der Bewohner in den fünf genannten Dörfern.

## Reaktionen und Nachforschungen

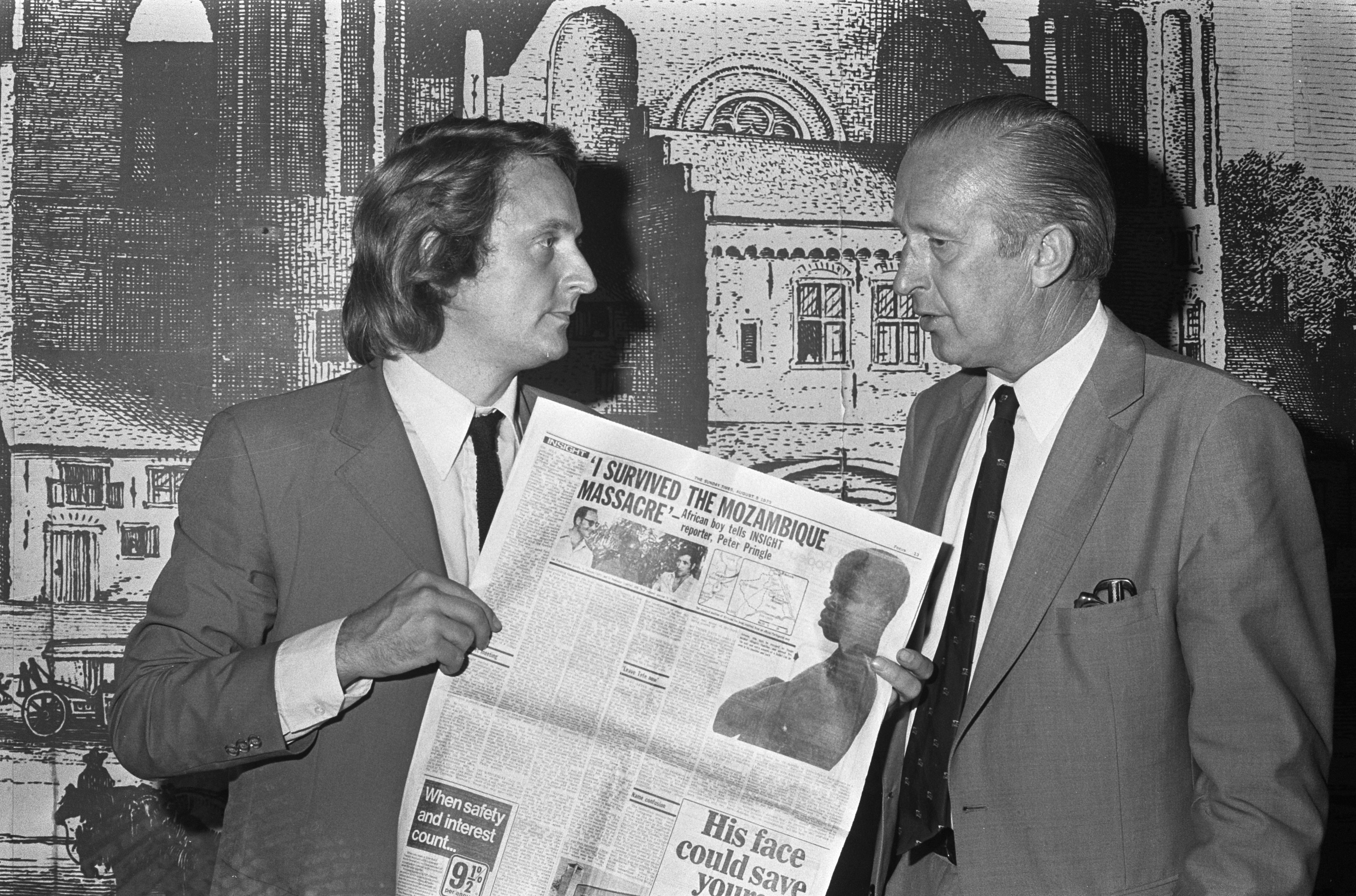
Der englische Investigativjournalist Peter Pringle (links) präsentierte am 7. August 1973 mit dem niederländischen Abgeordneten Harry Waalkens (rechts) seine in der SundayTimes veröffentlichten eigenen Recherchen.

Zwei Patres des Spanischen Instituts für Auslandsmission, in Deutschland auch als „Burgos-Priester“ bekannt, unter ihnen Vicente Berenguer Llopis, der am Tag nach dem Massaker nahe dem verwüsteten Dorf den wenigen Überlebenden zufällig begegnet war, stellten in den folgenden Tagen detaillierte Berichte über die von den Hinterbliebenen, aber auch von portugiesischen Soldaten gemachten Aussagen zusammen. Eine daraufhin vom Generalgouverneur zugesagte Untersuchung fand nie statt. Zwei wegen ihrer Kritik aus Mosambik ausgewiesene spanische Patres schmuggelten einen der Berichte nach Europa, wo der britische Theologe und Historiker Adrian Hastings davon erfuhr und ihn der Times zum Abdruck anbot. Dort erschien er am 10. Juli 1973 auf der ersten Seite. Das war eine Woche vor den Feierlichkeiten zum 600-jährigen Bestehen der Anglo-portugiesischen Allianz, zu der Marcelo Caetano, der portugiesische Premierminister, anreiste. Eine entsprechend aufgeregte und durchaus noch kontroverse Mediendiskussion folgte. Investigativjournalisten wie Peter Pringle von der Sunday Times reisten nach Afrika, um Augenzeugen der Gewalttaten aufzuspüren. Die US-amerikanische Regierung stellte sich an die Seite Portugals, die konservative britische Regierung unter Edward Heath bemühte sich, dem traditionellen Alliierten Portugal beizustehen und den Bericht der Times als Propaganda zu diffamieren, während die Labour Party forderte, den Besuch abzusagen. Am 20. Juli 1973 wurde Hastings vor dem UN-Sonderausschuss für Entkolonialisierung angehört.
Einen Monat später brachte Der Spiegel mit einer Titelgeschichte an die deutsche Öffentlichkeit, was kurz zuvor die Patres Vicente Berenguer Llopis und Julio Moure in einem Interview bei einem Besuch in der deutschen Bundeshauptstadt noch einmal ausführlicher berichtet hatten. Anders als Hastings waren die beiden ja Gewährsleute, die unmittelbar und zeitnah Kontakt mit den Betroffenen gehabt hatten.
Das Militär und die Regierung Portugals leugneten das Massaker und unterschlugen eigene Untersuchungsberichte. Weil auf allgemein zugänglichen Karten der Ort nicht verzeichnet war und ist, erlaubte dies den Portugiesen eine Zeitlang, die Existenz des Ortes und damit des Geschehens zu leugnen. Andere Akteure suchten die Verbrechen der FRELIMO in die Schuhe zu schieben. Nachdem konservative Teile der deutschen Presse zunächst noch den portugiesischen Positionen gefolgt waren, wurden Publizisten, Kirchenvertreter und immer mehr auch deutsche Politiker gegen den Kolonialkrieg in Afrika mobilisiert. So trugen die Enthüllungen dazu bei, das Regime im portugiesischen Mutterland zu isolieren und der Nelkenrevolution den Weg zu ebnen. Wiriyamu spielte für Mosambik also eine ganz ähnliche Rolle wie das Massaker von Mỹ Lai im Vietnamkrieg.
Die neueste und detaillierteste Aufarbeitung der Geschehnisse stammt von Mustafah Dhada. Er diskutiert darin auch die kritischen Einwände, die wegen der nur mündlich überlieferten Quellenlage vorgebracht wurden, argumentiert mit der Menge der ausführlich protokollierten Aussagen unmittelbarer Zeugen und legt ausführlich seine aus der Oral History entwickelten Methoden dar. In diesem Zusammenhang hatte er sich auch kritisch mit einer Neubelebung der alten Hypothese auseinanderzusetzen, den Ort Wiriyamu habe es nie gegeben. 2020 dokumentierte er die in Interviews gemachten Aussagen.
Seit der Selbständigkeit spielte die Erinnerung an das Morden auch in Mosambik selbst eine besondere Rolle als Exempel kolonialer Gewalt und einheimischer Mittäterschaft. Das wird deutlich im Dokumentarfilm von 1984: Mozambique or Treatment for Traitors, der in einer schauprozessartigen Zeugenvernehmung sowohl die erzwungene Beteiligung schwarzer Kolonialsoldaten dokumentiert als auch die nachsichtige Haltung der FRELIMO gegenüber den kompromittierten Landsleuten artikulieren sollte.